# Chiesa di San Giovanni Battista (Sassello)
La chiesa di San Giovanni Battista è un luogo di culto cattolico situato nella località di San Giovanni nel comune di Sassello, in provincia di Savona. La chiesa è sede della parrocchia omonima della diocesi di Acqui.
Sorge su un poggio poco fuori dall'abitato sassellese ed è di origini antichissime. A fianco di essa sorge l'oratorio dei Disciplinanti.

## Storia

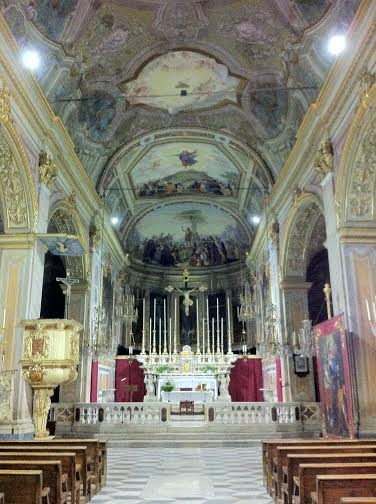
Il presbiterio

La chiesa era originariamente, e fino al XVII secolo, unica parrocchia di un vasto territorio da cui furono smembrate le parrocchie di Tiglieto (1634), Urbe (1683), Piampaludo (1841), Palo (1577) e Sassello (1723).
Pare che una prima chiesa, più piccola e in stile romanico, fosse stata costruita intorno al 1100 e in principio dedicata a santa Margherita. Si hanno notizie di ingrandimenti dell'edificio nel 1218 e nel 1365.
Tra il 1878 e il 1888 si adoperarono diversi lavori di ristrutturazione alla facciata e alla decorazione del catino del Sancta Sanctorum e della volta del coro con le pitture dell'Ascensione di Gesù al cielo e la Predicazione del Battista nel deserto, opere eseguite dal pittore Tommaso Ivaldi detto "il muto"; altri lavori furono eseguiti alle pareti e alla volta da Gerolamo Navone e da Carlo Orgero, quest'ultimo di Sampierdarena e allievo di Nicolò Barabino. Fra il 1891 e il 1896 verranno realizzate le dorature degli interni da Gio Battista Rebagliati e Domenico Rebagliati, suo figlio.

## Descrizione

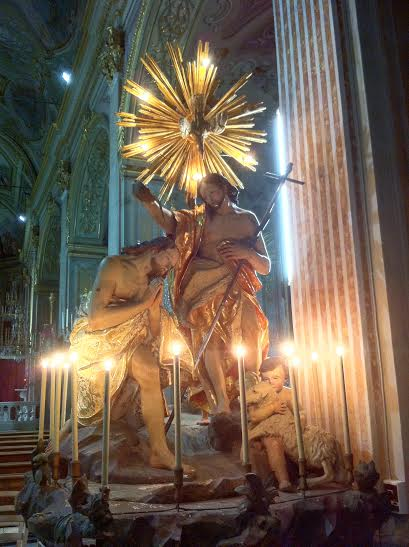
La statua lignea processionale del Battesimo di Cristo

La struttura attuale è in larga parte frutto di interventi del XVIII secolo (abbassamento del pavimento nel 1770 e rifacimento delle cappelle laterali nel 1783), è divisa in tre navate, ha una lunghezza di 40 m e una larghezza di 20. Il campanile è alto 25 m e dotato di un concerto di 4 campane. Il tetto è in piastrelle di terracotta tipiche di Sassello.
La chiesa conserva diverse opere pittoriche e scultoree: la tela della Vergine di Guastavino della seconda metà del Seicento; la Natività di san Giovanni, la Decollazione del Battista e San Luigi del pittore locale Domenico Torrielli; il gruppo ligneo raffigurante il Battesimo di Gesù di Anton Maria Maragliano.
A pochi metri di distanza sorge l'oratorio dei Disciplinanti.